# 佐川ギャラクシーハイウェイズ
佐川ギャラクシーハイウェイズ（さがわギャラクシーハイウェイズ。略称「SGH」）とは、東京都江東区東雲にあったSGホールディングスグループで、全国幹線輸送を行っていた企業。現在は佐川急便に吸収合併し消滅。

## 概要
佐川急便グループの幹線輸送会社だった「東日本運輸興業」、「ヒッツエクスプレス」、「首都圏運輸」、「佐川ロジテック大阪」、「近畿自動車運送」の5社を経営の一元化及びコスト削減を目指し、東日本運輸興業を存続会社として合併し、2005年9月21日に佐川ギャラクシーハイウェイズが発足。子会社であった佐川引越センターは佐川急便の持ち株会社制移行の際に、コア事業へ育てたいという当時の上層部の意向もあり、SGホールディングスの直系子会社（つまり、佐川急便や同社と方を並べる位置）へ分割した。
その他、JR貨物M250系電車に搭載するJR貨物U54A形コンテナの所有も行っていた（旧東日本運輸興業の所有であったため）。
2007年3月21日に佐川急便と宅配事業と路線事業をさらに効率よく運用を行い、宅配事業を強化することと、佐川急便の路線事業進出の実施を目的として、新発足よりわずか1年半で佐川急便へ吸収合併された。